# District historique de Skyline Drive
Le district historique de Skyline Drive – ou Skyline Drive Historic District en anglais – est un district historique américain dans le parc national de Shenandoah, en Virginie. Centré autour de la Skyline Drive, la principale route traversant l'aire protégée, il est classé Virginia Historic Landmark depuis le 4 décembre 1996 et est inscrit au Registre national des lieux historiques depuis le 28 avril 1997. Depuis, son périmètre a augmenté une première fois le 19 septembre 1997 puis une nouvelle fois le 5 décembre 2003. Il est classé National Historic Landmark depuis le 6 octobre 2008.

## Principales propriétés contributrices
- Big Meadows Lodge
- Big Meadows Ranger Station
- Big Meadows Wayside
- Dickey Ridge Visitor Center
- Elkwallow Wayside
- Jarman Gap
- Lewis Mountain Lodge
- Marys Rock Tunnel
- Massanutten Lodge
- Rapidan Fire Road
- Rockfish Gap